# Herz-Jesu-Kirche (Gleidorf)

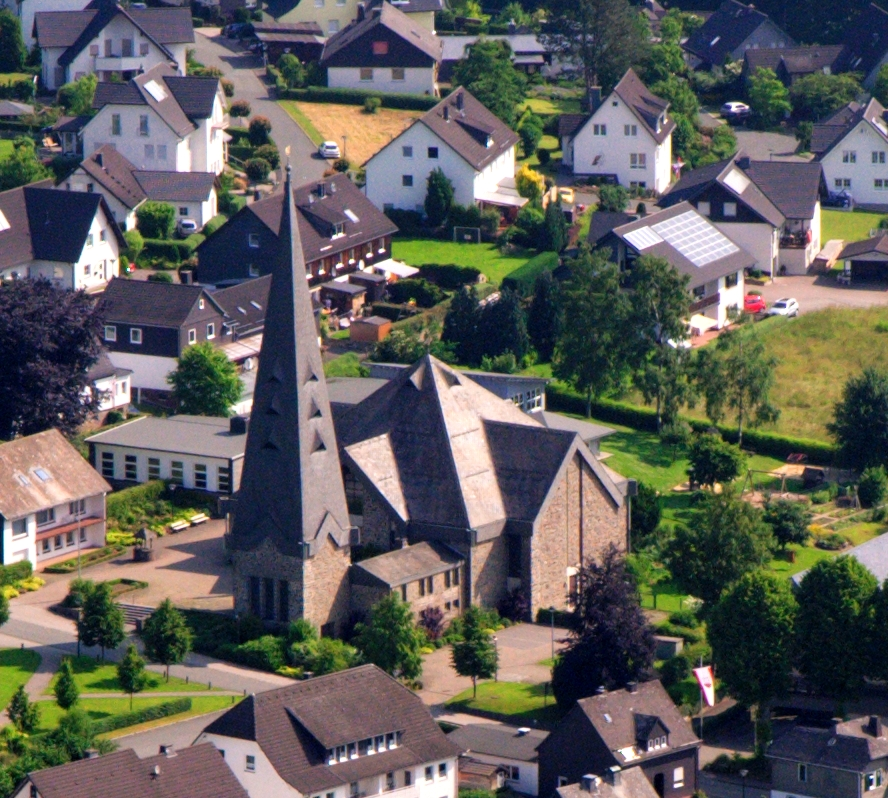
Die neue Herz-Jesu-Kirche

Die neue Herz-Jesu-Kirche ist ein ortsbildprägendes katholisches Kirchengebäude in Gleidorf, einem Ortsteil von Schmallenberg im Hochsauerlandkreis (Nordrhein-Westfalen). Die Gemeinde gehört zum Pastoralverbund Schmallenberger Land im Erzbistum Paderborn.

## Geschichte und Architektur

### Vorgängerkirchen
Der erste ortsansässige Priester war der Seminarpriester Jacobsmeier, er zog 1898 nach Gleidorf, so war die Voraussetzung für die Gründung einer Filialgemeinde erfüllt. Erste Gottesdienste wurden in der Lingemannschen Kapelle von 1858 gehalten, die allerdings trotz des Einbaus einer Orgelempore zu klein wurde. Eine neue Kirche wurde in der Ortsmitte geplant, der Dombaumeister Arnold Güldenpfennig erstellte die Pläne und das Generalvikariat gab die Genehmigung für den Bau, dessen Grundstein am 21. Juni 1905 gelegt wurde. Die Weihe erfolgte am 18. August 1906. In den folgenden Jahren wurden Taufstein, Orgel und Kreuzweg angeschafft. Der Innenraum veränderte im Laufe der Jahre sein Aussehen mehrfach, der neuromanische Hochaltar wurde entfernt, die Apsis wurde erst ausgemalt und später wieder übertüncht. Aus der Lingemannschen Kapelle wurden die barocken Ausstattungsstücke geholt. Kirchenrechtlich wurde die Filialgemeinde 1951 selbstständig und von Grafschaft abgepfarrt. Die alte Kirche von 1905 war in fünfzehn Monaten mit unzulänglichem Baumaterial errichtet worden und zeigte bald starke Mängel, ein letzter Gottesdienst wurde am 8. Februar 1982 gefeiert, danach wurde das Gebäude geschlossen und am 15. Februar 1982 binnen weniger Stunden abgebrochen. Die noch brauchbaren Bruchsteine wurden zur Wiederverwendung auf dem Baugrundstück für die neue Kirche aufgestapelt.

### Neue Kirche
Erste Impulse zum Bau der neuen Kirche gab 1979 der Weihbischof Nordhues, ein weiteres Gespräch erfolgte 1981 mit Erzbischof Johannes Joachim Degenhardt. Architekt der neuen Kirche war Johannes Reuter aus Kassel. Der erste Spatenstich erfolgte am 6. März 1983, der Grundstein wurde am 11. Juni 1983 durch den Generalvikar Kresing gelegt und zusammen mit dem Grundstein der alten Kirche in das Mauerwerk eingefügt. Nach der Dacheindeckung in Schiefer wurde ab Mai 1984 der Kirchturm errichtet. Der Turm wurde am 13. Juli 1984 mit einem Petrushahn bekrönt, auf das Kirchendach kam ein Kreuz. Die Konsekration nahm Johannes Joachim Degenhardt am 8. Dezember 1984 vor. Bis dahin diente das Jugendheim als Notkapelle, in der Altar, Beichtstuhl und Taufstein standen. Auch das ewige Licht brannte hier. Der Grundriss der Kirche besteht aus einem Quadrat mit vier Giebelausbildungen, die sich in Kreuzform gegenüberstehen. Darüber erhebt sich das Mauerwerk aus Sauerländer Grauwacke und eine elf Meter hohe Pyramide mit einem Faltdach in Giebelform an den Seiten. Der Glockenturm ist in ähnlicher Form gehalten. Im Innenraum setzt sich die äußere Form fort, den Mittelpunkt bildet der Altar.

### Krypta
Die Krypta ist über eine Treppe, die an der Sakristeitür vorbeiführt, erschlossen. In dem Raum unter der Altarinsel wurde eine kleine Werktagskirche eingerichtet. Angepasst an die Liturgie der Kartage befinden sich hier drei große Gemälde und Teile eines Kreuzweges. Die Bilder zeigen Jesu Abschied von seiner Mutter, Jesu Tod am Kreuz und der Leichnam Jesu auf dem Schoß seiner Mutter. Die Arbeiten im frühen Nazarenerstil stammen von einem Münchner Maler. Die vierzehn Kreuzwegstationen schuf Joseph Ritter von Führich von 1844 bis 1846. An der Südseite der Krypta stehen sechs Abgüsse des Taufsteines von Stockum, der als ältester Taufstein des Sauerlandes gilt.

### Annokapelle
Die Annokapelle wurde im Turm eingerichtet, sie ist vom Kirchplatz aus zugänglich. Die farbigen Glasfenster wurden 1906 von Bernhard Kraus aus Mainz geliefert. Sie zeigen die Darstellungen der Kirchenfeste Weihnachten, Ostern und Pfingsten. Die Fenster stammen aus dem Chorraum der alten Kirche, sie waren vermauert und wurden beim Abriss wiedergefunden. Das Relief über dem Eingang zeigt die Gründung des Klosters Grafschaft durch Anno und die Gräfin Chuniza im Jahre 1072. Der Erzbischof erhält die Schenkungsurkunde aus der Hand von Chuniza, die sieben Totenschädel weisen auf ihre Schuld hin. Sie hat angeblich ihre sieben Ehemänner vergiftet.

### Turm
Im Untergeschoss des Turms ist die Annokapelle eingerichtet, darüber befindet sich der Glockenstuhl, das Geläut umfasst sechs Glocken. Die zwei alten Bronzeglocken stammen aus dem Kloster Grafschaft, sie wurden 1625 von wandernden Glockengießern für den Chorturm der Abteikirche gegossen. Die Glocke mit dem Namen Maria wiegt 300 kg, die Jesusglocke 220 kg, beide zeigen eine lateinische Inschrift und die Jahreszahl 1625. Die Glocke mit dem Namen Nikolaus wiegt 500 kg. Die drei Stahlglocken wurden 1920 für die St.-Georg-Kirche in Bad Fredeburg gegossen, die Christusglocke wiegt 785 kg, die Annoglocke 350 kg und die Georgiusglocke 465 kg.

## Ausstattung
Einige Ausstattungsstücke stammen noch aus der alten Kirche, andere wurden in den Jahren darauf angeschafft.
- Das Marienbild der immerwährenden Hilfe ist eine Arbeit des Bildhauers Braun aus Paderborn, dieser schuf auch den Hochaltar von 1906, es hängt am westlichen Seiteneingang.
- Über dem Grundstein der alten Kirchen steht eine Herz-Jesu-Statue aus der Zeit um 1880, sie weist auf das Patrozinium hin. Diese Figur aus Sandstein wurde 1980 aus Paderborn geholt, sie wurde aus einer Rückwand aus Stein herausgebrochen, hiervon zeugen noch Beschädigungen an der Rückseite.
- Die barocke Holzfigur des hl. Antonius wurde von Joseph Stratmann geschnitzt, aus dessen Hand auch die Figuren der Maria und des Josef stammen. Die Figuren waren ursprünglich farbig gefasst. Da es in der Barockzeit keine Josefdarstellungen ohne Jesuskind gab, handelt es sich hierbei wahrscheinlich ursprünglich um die Darstellung eines Apostels, der durch Zufügung des Attributes der Lilie zum Josef wurde. Die Marienfigur war ursprünglich die zentrale Figur eines Marienaltares. Alle drei Figuren standen seit 1858 in der Lingemannschen Kapelle und kamen von Züschen, der ursprüngliche Standort ist nicht bekannt.
- Am Orgelprospekt ist der Kopf eines Mönches aus rotem Sandstein zu sehen, er hat die Hände unter dem Kinn gefaltet und starrt durch ein Fenster nach draußen. Im Volksmund trägt er den Namen spukender Mönch.
- Das Missionskreuz der Gemeinde trägt die Aufschrift Mein Heil-Die Anderen.
- Die Figur der Elisabeth von Thüringen ist eine Nachbildung der Elisabethdarstellung in der Elisabethkirche in Marburg.
- In der Marienkonche steht eine Figur der Maria als Himmelskönigin, sie stammt aus der Stratmann-Werkstatt. Von der Firma Ochsenfarth aus Paderborn fügte zwei barocke Engelsköpfe zu, die Hintergrundmalerei im Stile der Neuzeit entwarf Wilhelm Buschulte aus Unna.
- Der Barockaltar wurde 1580 gebaut, er war bis 1711 Hochaltar in Züschen, wo er dann durch einen neuen ersetzt wurde. 1858 kaufte Franz Lingemann den Altar für seine auf seinem Grundstück gebaute Kapelle.
- Der Tabernakel wurde 1906 angefertigt.
- Der Zelebrationsaltar steht zusammen mit dem Ambo und dem Taufstein auf der Altarinsel.
- Das Vortragekreuz aus der Zeit um 1380 ist das älteste Ausstattungsstück, es ist spätromanisch und stammt aus Nordspanien, wo sich in Gerona eine Hochburg der Goldschmiedekunst befand. Bei einer Restaurierung im Jahr 1984, wurde festgestellt, dass der Holzkern nicht der ursprüngliche war, die Metallteile wiesen etliche Nagellöcher auf, die auf mehrfache Bearbeitung hinweisen. Die Figuren waren zum Teil beschädigt und feuervergoldet. Alle Schäden wurden bei der Restaurierung behoben. Der neugeschaffene Fuß beinhaltet eine Reliquie der Felizitas. Das Kreuz diente vermutlich über Jahrhunderte hinweg in einem Kloster in Spanien als Prozessionskreuz, gelangte dann in deutschen Adelsbesitz und wurde dort von Paderborn im Kunsthandel gekauft.
- Über dem Altar hängt ein großes freihängendes Kreuz, es gelangte 1979 in die Kirche. Christus wird ohne Leidenswerkzeuge und Dornenkrone dargestellt. Die Arbeit wurde in Südtirol geschnitzt.[14]
- Die Wandlungsglocke am Eingang zur Sakristei hing ursprünglich im Dachreiter der alten Kirche.[15]

## Orgel
Die historische Orgel stammt aus London, sie wurde von einem heimischen Orgelbauer umfangreich renoviert und 2009 in der Kirche aufgebaut und eingeweiht.